# Feresa attenuata

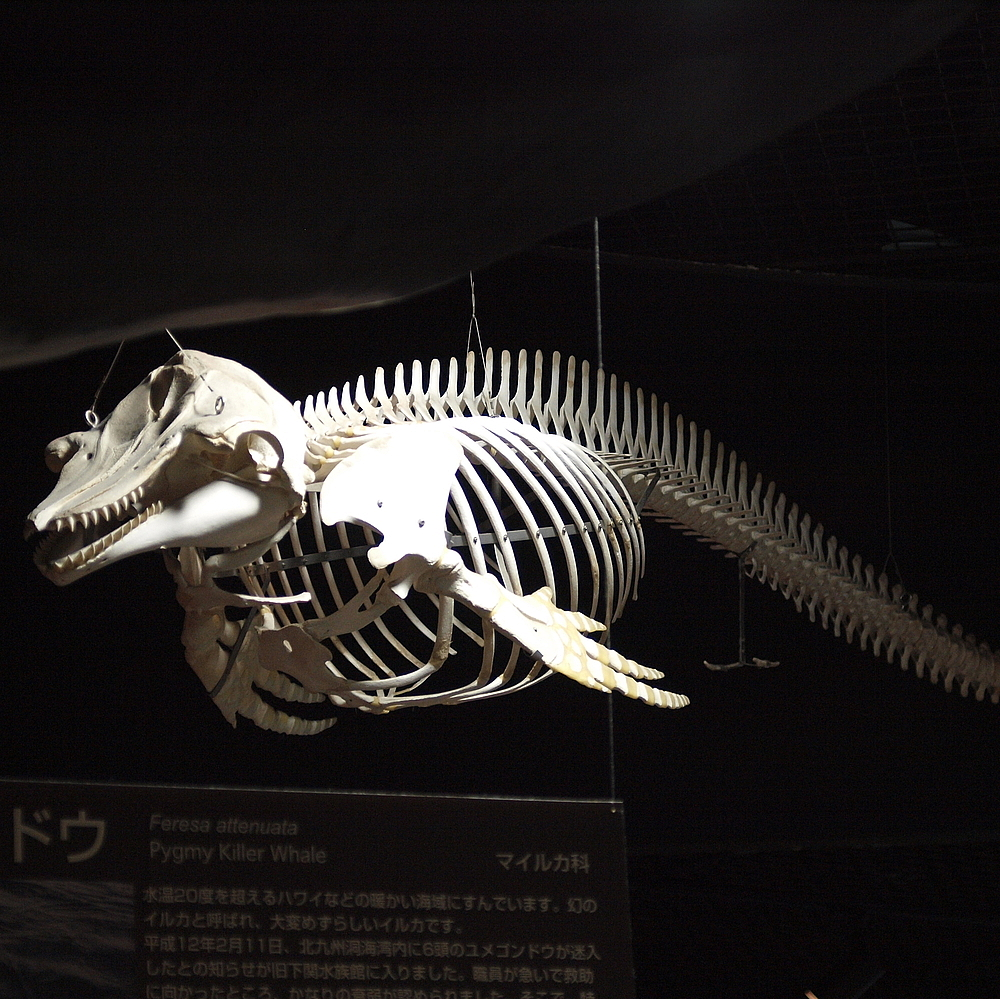
Esqueleto de orca pigmea.

La orca pigmea (Feresa attenuata) es una especie de cetáceo odontoceto de la familia Delphinidae pequeña y poco estudiada. Su nombre deriva de algunas características físicas que lo hacen, a simple vista, parecido a la orca.
Hasta principios de 1950 la orca pigmea sólo era conocida a partir de dos cráneos conservados en el Museo de Historia Natural de Londres. La primera descripción fue un grabado por John Edward Gray en 1874. En 1954 cetologo japonés Muneasto Yamada publica un artículo sobre una "rara marsopa" descubiertos por los cazadores de ballenas de Honshū en 1952. 
A pesar de su nombre y características, la orca pigmea no se relaciona estrechamente con la orca (Orcinus orca).

## Descripción
La orca pigmea tiene un tamaño promedio entre la familia Delphinidae y puede ser fácilmente confundida en el mar con otras especies, en particular con el delfín de cabeza de melón (Peponocephala electra). Posee un cuerpo delgado, con la parte anterior del cuerpo más robusta que la posterior. Un adulto tiene una longitud de 2,1 a 2,6 metros y su peso varía entre 110 y 170 kg. La coloración varía entre gris oscura y negra con marcas pálidas en el vientre y algunas manchas blancas en el rostro. La especie posee una ranura en la piel, que se extiende desde la cabeza en forma posterior por el ombligo hasta el ano. En los machos y las hembras este surco contiene el ombligo los genitales y el ano.
Por lo general es una especie difícil de abordar (no se considera como un cetáceo domesticable). Se las ha observado atacando, matando y comiéndose a otras especies de cetáceos como el delfín común.

## Comportamiento
Estos delfines siempre se mueven en grupos, usualmente  de 10 a 30 individuos. De mayor información no se dispone debido a la escasez de datos que se posee sobre esta especie. Debido a los varamientos (que parecen ser comunes a la especie), se sabe que su dieta se basa en cefalópodos y peces pequeños.

## Población y distribución
La especie habita en aguas tropicales y subtropicales de toda la circunferencia de la tierra entre los 40°N y 35°S. Generalmente no se aproxima a las costas, excepto en algunas áreas con aguas profundas cercanas a la costa como el archipiélago de Hawái. Se dispone de poca información con respecto a la población global, pero en general parece ser poco común. Se han estimado poblaciones de 38 900 en el océano Pacífico oriental, 817 en Hawái y 408 al norte del golfo de México.